# ドロタヒメウズムシ
ドロタヒメウズムシ (Mesostoma productum) とは、扁形動物門 有棒状体綱 棒腸目 バラクチヒメウズムシ科 メソストマ属に属する自由生活性の扁形動物の一種。

## 概要
- 成体の体長は、2 - 3 mm程度であり、両端が鈍く尖ることが特徴である[1][2]。
- 2 眼はたがいに近接し、しばしば色素の橋によって連結する[1]。
- 日本においては、主として水田で見つかり、湛水期間前半の水稲株周辺に多く生息している[1][3][4]。
- 水中を漂い、主にタマミジンコ属（Moina）が目の前を通り過ぎると、頭部の先端にある粘着器官で捕らえ、腹面中央にある口から咽頭を出して獲物の内部を食べる[2][4]。
- 旧世界に広く分布する[1]。